# Campeonato Mundial de Natação em Piscina Curta de 2014 - 50 m borboleta masculino
A prova dos 50 metros nado borboleta masculino do Campeonato Mundial de Natação em Piscina Curta de 2014 foi disputado entre 5 e 6 de dezembro no Centro Aquático Aspire Sports Complex em Doha.

## Recordes
Antes desta competição, os recordes mundiais e do campeonato nesta prova eram os seguintes:
|    | Name            | Nation   | Time  | Location | Date                   |
| -- | --------------- | -------- | ----- | -------- | ---------------------- |
| WR | Steffen Deibler | Alemanha | 21.80 | Berlim   | 14 de novembro de 2009 |
| CR | Nicholas Santos | Brasil   | 22.22 | Istambul | 15 de dezembro de 2012 |

Os seguintes recordes foram estabelecidos durante a competição:
| Data          | Prova | Nome         | Nacionalidade | Tempo | Recorde |
| ------------- | ----- | ------------ | ------------- | ----- | ------- |
| 6 de dezembro | Final | Chad le Clos | África do Sul | 21.95 | CR      |

## Medalhistas
| Ouro               | Prata                 | Bronze               |
| Chad le Clos (RSA) | Nicholas Santos (BRA) | Andriy Hovorov (UKR) |

## Resultados

### Eliminatórias
As eliminatórias ocorreram dia 5 de dezembro. 
| Colocação | Bateria | Raia | Nome                    | Nacionalidade                   | Tempo | Notas |
| --------- | ------- | ---- | ----------------------- | ------------------------------- | ----- | ----- |
| 1         | 15      | 4    | Chad le Clos            | África do Sul                   | 22.47 | Q     |
| 2         | 11      | 4    | Albert Subirats         | Venezuela                       | 22.60 | Q     |
| 3         | 15      | 5    | Nicholas Santos         | Brasil                          | 22.68 | Q     |
| 4         | 13      | 5    | Tom Shields             | Estados Unidos                  | 22.80 | Q     |
| 4         | 13      | 3    | Aleksandr Popkov        | Rússia                          | 22.80 | Q     |
| 6         | 13      | 4    | Andriy Hovorov          | Ucrânia                         | 22.81 | Q     |
| 7         | 14      | 5    | Yauhen Tsurkin          | Bielorrússia                    | 22.85 | Q     |
| 7         | 14      | 2    | Mehdy Metella           | França                          | 22.85 | Q     |
| 9         | 15      | 6    | Adam Barrett            | Reino Unido                     | 22.87 | Q     |
| 10        | 14      | 3    | Matt Grevers            | Estados Unidos                  | 22.94 | Q     |
| 11        | 14      | 1    | Brett Fraser            | Ilhas Caimã                     | 22.95 | Q     |
| 12        | 12      | 0    | Shinri Shioura          | Japão                           | 22.97 | Q     |
| 13        | 13      | 7    | David Morgan            | Austrália                       | 23.03 | Q     |
| 14        | 14      | 6    | Henrique Martins        | Brasil                          | 23.07 | Q     |
| 15        | 14      | 7    | François Heersbrandt    | Bélgica                         | 23.17 | Q     |
| 15        | 15      | 3    | Nikita Konovalov        | Rússia                          | 23.17 | Q     |
| 17        | 12      | 6    | Paweł Korzeniowski      | Polónia                         | 23.18 |       |
| 18        | 14      | 8    | Ben Proud               | Reino Unido                     | 23.21 |       |
| 19        | 12      | 5    | Jan Šefl                | Chéquia                         | 23.23 |       |
| 19        | 12      | 3    | Mario Todorović         | Croácia                         | 23.23 |       |
| 21        | 15      | 2    | Tommaso D'Orsogna       | Austrália                       | 23.24 |       |
| 22        | 13      | 1    | Alexandre Haldemann     | Suíça                           | 23.26 |       |
| 22        | 13      | 0    | Marco Belotti           | Itália                          | 23.26 |       |
| 22        | 15      | 7    | Zhang Qibin             | China                           | 23.26 |       |
| 25        | 14      | 0    | Tadas Duškinas          | Lituânia                        | 23.28 |       |
| 26        | 12      | 1    | Ryan Pini               | Papua-Nova Guiné                | 23.31 |       |
| 26        | 13      | 6    | Joshua McLeod           | Trinidad e Tobago               | 23.31 |       |
| 28        | 14      | 9    | Radovan Siljevski       | Sérvia                          | 23.38 |       |
| 29        | 12      | 2    | Ivan Lenđer             | Sérvia                          | 23.45 |       |
| 30        | 13      | 2    | Riku Poytakivi          | Finlândia                       | 23.46 |       |
| 31        | 15      | 1    | Matteo Rivolta          | Itália                          | 23.50 |       |
| 32        | 13      | 8    | Shi Yang                | China                           | 23.51 |       |
| 33        | 11      | 6    | Takuro Fujii            | Japão                           | 23.53 |       |
| 34        | 13      | 9    | Michał Poprawa          | Polónia                         | 23.64 |       |
| 35        | 15      | 0    | Mindaugas Sadauskas     | Lituânia                        | 23.68 |       |
| 36        | 12      | 8    | Alexandru Coci          | Roménia                         | 23.69 |       |
| 37        | 12      | 4    | Sindri Jakobsson        | Noruega                         | 23.73 |       |
| 38        | 15      | 8    | Ben Hockin              | Paraguai                        | 23.74 |       |
| 39        | 12      | 9    | Alexander Kunert        | Alemanha                        | 23.76 |       |
| 40        | 11      | 0    | Martti Aljand           | Estónia                         | 23.83 |       |
| 41        | 11      | 3    | Clayton Jimmie          | África do Sul                   | 23.91 |       |
| 42        | 10      | 7    | Ralefy Anthonny         | Madagáscar                      | 23.93 |       |
| 43        | 11      | 7    | Péter Holoda            | Hungria                         | 23.95 |       |
| 44        | 15      | 9    | Elvis Burrows           | Bahamas                         | 23.96 |       |
| 45        | 10      | 9    | Oliver Elliot           | Chile                           | 24.07 |       |
| 46        | 10      | 6    | Marius Radu             | Roménia                         | 24.13 |       |
| 47        | 9       | 6    | Jugurtha Boumali        | Argélia                         | 24.21 |       |
| 48        | 9       | 0    | Roy-Allan Burch         | Bermudas                        | 24.26 |       |
| 48        | 11      | 5    | Max Abreu               | Paraguai                        | 24.26 |       |
| 50        | 10      | 8    | Teimuraz Kobakhidze     | Geórgia                         | 24.27 |       |
| 51        | 10      | 3    | Dhill Lee               | Filipinas                       | 24.28 |       |
| 52        | 12      | 7    | Gabriel Melconian       | Uruguai                         | 24.31 |       |
| 53        | 11      | 2    | Andrés Montoya          | Colômbia                        | 24.34 |       |
| 54        | 11      | 8    | Janis Saltans           | Letônia                         | 24.45 |       |
| 55        | 8       | 7    | Renzo Tjon-A-Joe        | Suriname                        | 24.48 |       |
| 55        | 11      | 9    | Zuhayr Pigot            | Suriname                        | 24.48 |       |
| 57        | 9       | 2    | Tamás Kenderesi         | Hungria                         | 24.54 |       |
| 58        | 11      | 1    | Julien Heny             | Luxemburgo                      | 24.55 |       |
| 59        | 10      | 1    | Chang Kuo-chi           | Taipé Chinesa                   | 24.58 |       |
| 60        | 5       | 4    | Amini Fonua             | Tonga                           | 24.67 |       |
| 61        | 10      | 4    | Chad Idensohn           | Zimbabwe                        | 24.73 |       |
| 62        | 10      | 0    | Chun Nam Derick Ng      | Hong Kong                       | 24.75 |       |
| 63        | 9       | 4    | Alexandre Bakhtiarov    | Chipre                          | 24.77 |       |
| 63        | 9       | 1    | Islam Aslanov           | Uzbequistão                     | 24.77 |       |
| 65        | 9       | 5    | Mak Ho Lun Raymond      | Hong Kong                       | 24.81 |       |
| 66        | 8       | 4    | Kitiphat Pipimnan       | Tailândia                       | 25.05 |       |
| 67        | 7       | 7    | Peter Wetzlar           | Zimbabwe                        | 25.12 |       |
| 68        | 9       | 7    | Mark Hsu                | Taipé Chinesa                   | 25.16 |       |
| 69        | 6       | 0    | Nico Campbell           | Jamaica                         | 25.28 |       |
| 70        | 8       | 6    | Dulguun Batsaikhan      | Mongólia                        | 25.34 |       |
| 71        | 7       | 4    | Meli Malani             | Fiji                            | 25.35 |       |
| 71        | 7       | 5    | Oumar Touré             | Mali                            | 25.35 |       |
| 71        | 8       | 3    | Davletbaev Damir        | Quirguistão                     | 25.35 |       |
| 74        | 7       | 6    | Adam Allouche           | Líbano                          | 25.40 |       |
| 74        | 8       | 9    | Cherantha de Silva      | Sri Lanka                       | 25.40 |       |
| 76        | 7       | 3    | David van der Colff     | Botswana                        | 25.50 |       |
| 77        | 8       | 8    | Joaquin Sepulveda       | Chile                           | 25.51 |       |
| 78        | 6       | 8    | Aldo Castillo           | Bolívia                         | 25.56 |       |
| 79        | 9       | 9    | Soroush Ghandchi        | Irão                            | 25.60 |       |
| 80        | 7       | 9    | Winter Heaven           | Samoa                           | 25.65 |       |
| 81        | 6       | 4    | Mohammad Islam          | Bangladesh                      | 25.66 |       |
| 82        | 9       | 8    | Waleed Abdulrazzaq      | Kuwait                          | 25.69 |       |
| 83        | 10      | 2    | Hanser García           | Cuba                            | 25.70 |       |
| 84        | 8       | 2    | Gavin Lewis             | Tailândia                       | 25.88 |       |
| 85        | 8       | 1    | Jevon Atkinson          | Jamaica                         | 25.89 |       |
| 86        | 5       | 5    | Jeremy Lim              | Filipinas                       | 25.99 |       |
| 86        | 8       | 0    | Vahan Mkhitaryan        | Armênia                         | 25.99 |       |
| 88        | 4       | 4    | Valentin Gorshkov       | Turquemenistão                  | 26.02 |       |
| 89        | 6       | 9    | Stanford Kawale         | Papua-Nova Guiné                | 26.06 |       |
| 90        | 6       | 5    | Omar Hesham             | Catar                           | 26.11 |       |
| 90        | 7       | 8    | Miguel Mena             | Nicarágua                       | 26.11 |       |
| 92        | 7       | 2    | Jim Sanderson           | Gibraltar                       | 26.17 |       |
| 93        | 6       | 2    | Ifeakachuku Nmor        | Nigéria                         | 26.20 |       |
| 94        | 5       | 1    | Matthew Courtis         | Barbados                        | 26.26 |       |
| 95        | 7       | 0    | Hamdan Bayusuf          | Quênia                          | 26.28 |       |
| 96        | 9       | 3    | Sio Ka Kun              | Macau                           | 26.35 |       |
| 97        | 8       | 5    | Wong Pok Iao            | Macau                           | 26.38 |       |
| 98        | 6       | 3    | Christian Nikles        | Brunei                          | 26.40 |       |
| 99        | 6       | 7    | Valdo Valdo             | Moçambique                      | 26.55 |       |
| 100       | 5       | 2    | Abeku Jackson           | Gana                            | 26.78 |       |
| 101       | 5       | 0    | Mahmoud Daaboul         | Líbano                          | 26.82 |       |
| 102       | 3       | 5    | Sylla Alassane          | Costa do Marfim                 | 26.84 |       |
| 103       | 4       | 2    | Gianluca Pasolini       | San Marino                      | 26.92 |       |
| 103       | 6       | 1    | Christopher Duenas      | Guam                            | 26.92 |       |
| 105       | 4       | 9    | Matar Samb              | Senegal                         | 27.03 |       |
| 106       | 6       | 6    | Ahmed Al-Hosani         | Emirados Árabes Unidos          | 27.05 |       |
| 107       | 5       | 3    | Syed Javaid             | Paquistão                       | 27.17 |       |
| 108       | 3       | 6    | Corey Ollivierre        | Granada                         | 27.18 |       |
| 109       | 4       | 5    | Kamran Jafarov          | Azerbaijão                      | 27.19 |       |
| 110       | 5       | 6    | Franci Aleksi           | Albânia                         | 27.43 |       |
| 111       | 5       | 9    | González Leonardo       | Honduras                        | 27.46 |       |
| 112       | 3       | 2    | Giordan Harris          | Ilhas Marshall                  | 27.54 |       |
| 113       | 5       | 7    | Kgosietsile Molefinyane | Botswana                        | 27.57 |       |
| 114       | 3       | 3    | Nikolas Sylvester       | São Vicente e Granadinas        | 27.66 |       |
| 115       | 3       | 1    | Justine Rodriguez       | Estados Federados da Micronésia | 27.67 |       |
| 116       | 4       | 6    | Ibrahim Nishwan         | Maldivas                        | 27.68 |       |
| 117       | 4       | 3    | Noah Mascoll-Gomes      | Antígua e Barbuda               | 27.85 |       |
| 118       | 4       | 0    | Adam Moncherry          | Seicheles                       | 27.88 |       |
| 119       | 5       | 8    | Ahmed Al-Mutairy        | Iraque                          | 28.09 |       |
| 120       | 4       | 8    | Binald Mahmuti          | Albânia                         | 28.15 |       |
| 121       | 3       | 7    | Emil Rahmatulin         | Turquemenistão                  | 28.60 |       |
| 122       | 3       | 0    | Mamadou Soumaré         | Mali                            | 28.73 |       |
| 123       | 4       | 1    | Arnold Kisulo           | Uganda                          | 28.82 |       |
| 124       | 3       | 9    | Aliasger Karimjee       | Tanzânia                        | 29.00 |       |
| 125       | 4       | 7    | Abdulrahman Al-Kawari   | Catar                           | 29.11 |       |
| 126       | 3       | 8    | Omar Adams              | Guiana                          | 29.20 |       |
| 127       | 1       | 4    | Rami Abunahla           | Palestina                       | 29.52 |       |
| 128       | 2       | 7    | Shawn Dingilius         | Palau                           | 29.93 |       |
| 129       | 2       | 6    | Idriss Mutankabandi     | Burundi                         | 29.94 |       |
| 130       | 2       | 5    | Akhmadzhanovich Umarov  | Tajiquistão                     | 30.09 |       |
| 131       | 1       | 5    | Chaoili Chaoili         | Comores                         | 31.08 |       |
| 132       | 2       | 2    | Yousef Al-Nehmi         | Iêmen                           | 31.21 |       |
| 133       | 2       | 0    | Justin Payet            | Seicheles                       | 31.31 |       |
| 134       | 2       | 1    | Tanner Poppe            | Guam                            | 31.34 |       |
| 135       | 1       | 3    | Slava Sihanouvong       | Laos                            | 31.50 |       |
| 136       | 2       | 3    | Billy-Scott Irakoze     | Burundi                         | 31.75 |       |
| 137       | 2       | 4    | Petero Okotai           | Ilhas Cook                      | 31.82 |       |
| 138       | 3       | 4    | Albarchir Moctar        | Níger                           | 33.51 |       |
| 139       | 2       | 9    | Awoussou Ablam          | Benim                           | 34.38 |       |
| 140       | 1       | 2    | Eric Niyonsaba          | Ruanda                          | 34.90 |       |
| —         | 1       | 6    | Jynior Ndinga           | República do Congo              |       | DNS   |
| —         | 7       | 1    | Ali Al-Kaabi            | Emirados Árabes Unidos          |       | DNS   |
| —         | 10      | 5    | Ari-Pekka Liukkonen     | Finlândia                       |       | DNS   |
| —         | 14      | 4    | Florent Manaudou        | França                          |       | DNS   |
| —         | 2       | 8    | Andrew Fowler           | Guiana                          |       | DSQ   |

### Semifinal
A semifinal  ocorreu dia 5 de dezembro.

#### Semifinal 1
| Colocação | Raia | Nome             | Nacionalidade  | Tempo | Notas |
| --------- | ---- | ---------------- | -------------- | ----- | ----- |
| 1         | 3    | Andriy Hovorov   | Ucrânia        | 22.61 | Q     |
| 2         | 5    | Tom Shields      | Estados Unidos | 22.70 | Q     |
| 3         | 6    | Mehdy Metella    | França         | 22.71 | Q     |
| 4         | 8    | Nikita Konovalov | Rússia         | 22.91 |       |
| 5         | 4    | Albert Subirats  | Venezuela      | 22.93 |       |
| 6         | 7    | Shinri Shioura   | Japão          | 22.94 |       |
| 7         | 1    | Henrique Martins | Brasil         | 23.42 |       |
| 8         | 2    | Matt Grevers     | Estados Unidos | 23.50 |       |

#### Semifinal 2
| Colocação | Raia | Nome                 | Nacionalidade | Tempo | Notas |
| --------- | ---- | -------------------- | ------------- | ----- | ----- |
| 1         | 4    | Chad le Clos         | África do Sul | 22.20 | Q     |
| 2         | 5    | Nicholas Santos      | Brasil        | 22.48 | Q     |
| 3         | 6    | Yauhen Tsurkin       | Bielorrússia  | 22.54 | Q     |
| 4         | 3    | Aleksandr Popkov     | Rússia        | 22.59 | Q     |
| 4         | 8    | François Heersbrandt | Bélgica       | 22.59 | Q     |
| 6         | 2    | Adam Barrett         | Reino Unido   | 22.90 |       |
| 7         | 1    | David Morgan         | Austrália     | 22.98 |       |
| 8         | 7    | Brett Fraser         | Ilhas Caimã   | 23.35 |       |

### Final
A final teve sua disputa realizada em 6 de dezembro. 
| Colocação         | Raia | Nome                 | Nacionalidade  | Tempo | Notas |
| ----------------- | ---- | -------------------- | -------------- | ----- | ----- |
| Medalha de ouro   | 4    | Chad le Clos         | África do Sul  | 21.95 | CR    |
| Medalha de prata  | 5    | Nicholas Santos      | Brasil         | 22.08 | AM    |
| Medalha de bronze | 7    | Andriy Hovorov       | Ucrânia        | 22.49 |       |
| 4                 | 6    | Aleksandr Popkov     | Rússia         | 22.53 |       |
| 5                 | 1    | Tom Shields          | Estados Unidos | 22.57 |       |
| 6                 | 3    | Yauhen Tsurkin       | Bielorrússia   | 22.63 |       |
| 7                 | 8    | Mehdy Metella        | França         | 22.68 |       |
| 8                 | 2    | François Heersbrandt | Bélgica        | 22.69 |       |

Legenda
| Recorde mundial       | Recorde mundial (World record)               |                       | Recorde africano                      | Recorde africano (African) |                                           | Q | Classificado por posição (Qualified) |
| Recorde do campeonato | Recorde do campeonato (Championship record)  | Recorde da América    | Recorde da América (Americas)         | q                          | Classificado por melhor tempo (Qualified) |   |                                      |
| Melhor marca do ano   | Melhor marca do ano (World leading)          | Recorde asiático      | Recorde asiático (Asian)              | DNS                        | Não largou (Did not start)                |   |                                      |
| Recorde nacional      | Recorde nacional (National record)           | Recorde europeu       | Recorde europeu (European)            | DNF                        | Não terminou (Did not finish)             |   |                                      |
| Recorde pessoal       | Recorde pessoal do atleta (Personal best)    | Recorde da Oceania    | Recorde da Oceania (Oceania)          | DSQ / DQ                   | Desclassificado (Disqualified)            |   |                                      |
| Recorde da temporada  | Recorde da temporada do atleta (Season best) | Recorde sul-americano | Recorde sul-americano (South America) | NM                         | Sem marca (No mark)                       |   |                                      |